# Haris Memiç
Haris Memiç (Winterswijk, 26 maart 1995) is een Nederlands-Bosnisch voormalig voetballer die doorgaans speelde als centrale verdediger. Tussen 2014 en 2025 was hij actief voor FC Oss, RKVV DESO, Dukla Banská Bystrica, Lokomotíva Zvolen, FC Lienden, Bytovia Bytów, Arka Gdynia, Excelsior '31, FC Winterswijk en SV Biemenhorst.

## Clubcarrière
Memiç begon met voetballen in de jeugd van WVC. Op 15-jarige leeftijd vertrok hij naar de jeugdopleiding van De Graafschap en schopte het tot speler van het belofteteam in Doetinchem. In 2014 liep zijn verbintenis af en hierop tekende hij een eenjarig contract bij FC Oss. Op 8 augustus 2014 debuteerde Memiç voor Oss, toen met 0–4 verloren werd van FC Volendam. De verdediger viel in de tweede helft in voor Joep van den Ouweland. In 2015 liet Memiç FC Oss achter zich, na twee wedstrijden gespeeld te hebben. Hij tekende daarop bij RKVV DESO.
In januari 2016 ging hij tot het einde van het seizoen in Slowakije spelen voor Dukla Banská Bystrica dat uitkwam in de 2. Liga. Na een jaar maakte hij de overstap naar Lokomotíva Zvolen. In januari 2018 verliet hij deze club. In het seizoen 2018/19 speelde hij bij FC Lienden in de Tweede divisie. Nadat hij een half jaar zonder club zat, sloot Memiç begin 2020 aan bij het Poolse Bytovia Bytów dat uitkomt in de II liga.
Hij werd in januari 2021 door het in de I liga spelende Arka Gdynia aangetrokken. Deze club verliet hij eind 2022. In februari 2023 tekende hij bij Excelsior '31, uitkomend in de Derde divisie. Medio 2024 verkaste Memiç naar FC Winterswijk. Na een half seizoen ging hij in Duitsland bij SV Biemenhorst voetballen. Hij besloot in de zomer van dat jaar op dertigjarige leeftijd een punt achter zijn actieve loopbaan te zetten.